# Grand Prix automobile de Malaisie 2012
GP précédent GP suivant
Le Grand Prix automobile de Malaisie 2012 (2012 Formula 1 Petronas Malaysia Grand Prix), disputé le 25 mars 2012 sur le circuit international de Sepang, est la 860e épreuve du championnat du monde de Formule 1 courue depuis 1950. Il s'agit de la quatorzième édition du Grand Prix de Malaisie comptant pour le championnat du monde de Formule 1 et de la deuxième manche du championnat 2012.
La course est marquée par des pluies torrentielles qui entraînent son interruption pendant près d'une heure au neuvième tour. Lewis Hamilton repart en tête mais perd sa première place après son premier arrêt au stand, ce qui permet à Sergio Pérez de mener un Grand Prix de Formule 1 pour la première fois de sa carrière. Malgré une monoplace peu performante, Fernando Alonso domine la deuxième partie de l'épreuve et s'impose devant Pérez qui signe son premier podium dans la discipline, Hamilton terminant troisième. Grâce à sa victoire, Alonso s'empare de la tête du championnat du monde avec 35 points, devançant notamment les deux pilotes McLaren, Hamilton et Jenson Button. Plus loin dans le classement, Jean-Éric Vergne inscrit ses premiers points en Formule 1 à l'occasion de son deuxième départ. À l'issue de la course, quatorze des vingt-quatre pilotes en lice au championnat ont marqué au moins un point.
Chez les constructeurs, McLaren conforte sa première place avec 55 points, devant Red Bull et Ferrari. À la fin du Grand Prix, neuf des douze écuries engagées au championnat ont marqué des points, Caterham, Marussia et HRT n'en ayant pas encore inscrit.

## Essais libres

### Première séance, le vendredi de 10 h à 11 h 30
| Pos. | Pilote             | Voiture          | Chrono         | Écart     |
| ---- | ------------------ | ---------------- | -------------- | --------- |
| 1    | Lewis Hamilton     | McLaren-Mercedes | 1 min 38 s 021 |           |
| 2    | Sebastian Vettel   | Red Bull-Renault | 1 min 38 s 535 | + 0 s 514 |
| 3    | Nico Rosberg       | Mercedes         | 1 min 38 s 813 | + 0 s 792 |
| 4    | Michael Schumacher | Mercedes         | 1 min 38 s 826 | + 0 s 805 |
| 5    | Romain Grosjean    | Lotus-Renault    | 1 min 38 s 919 | + 0 s 898 |
| 6    | Mark Webber        | Red Bull-Renault | 1 min 39 s 092 | + 1 s 071 |

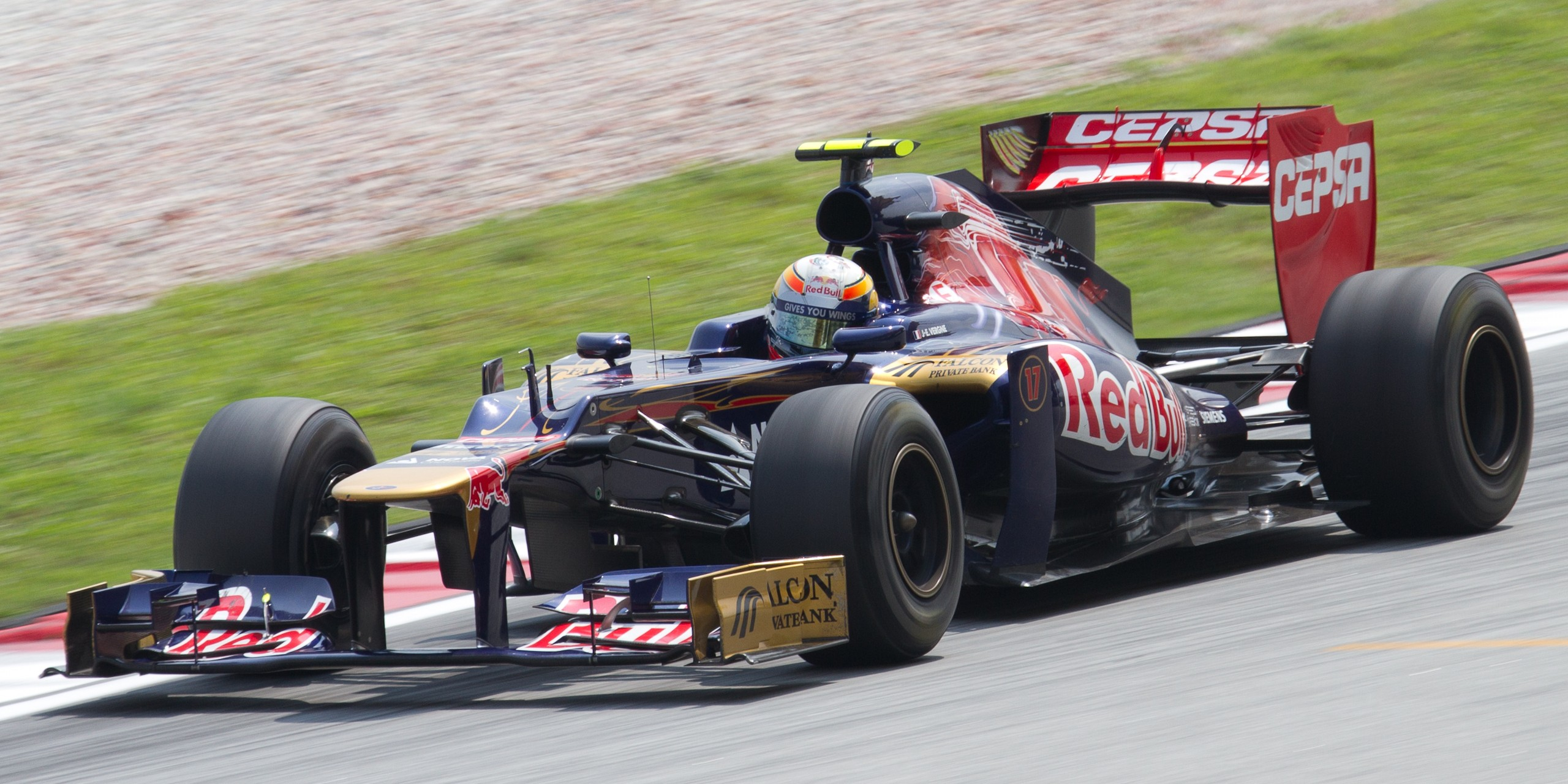
Jean-Éric Vergne lors de la première séance d'essais libres.

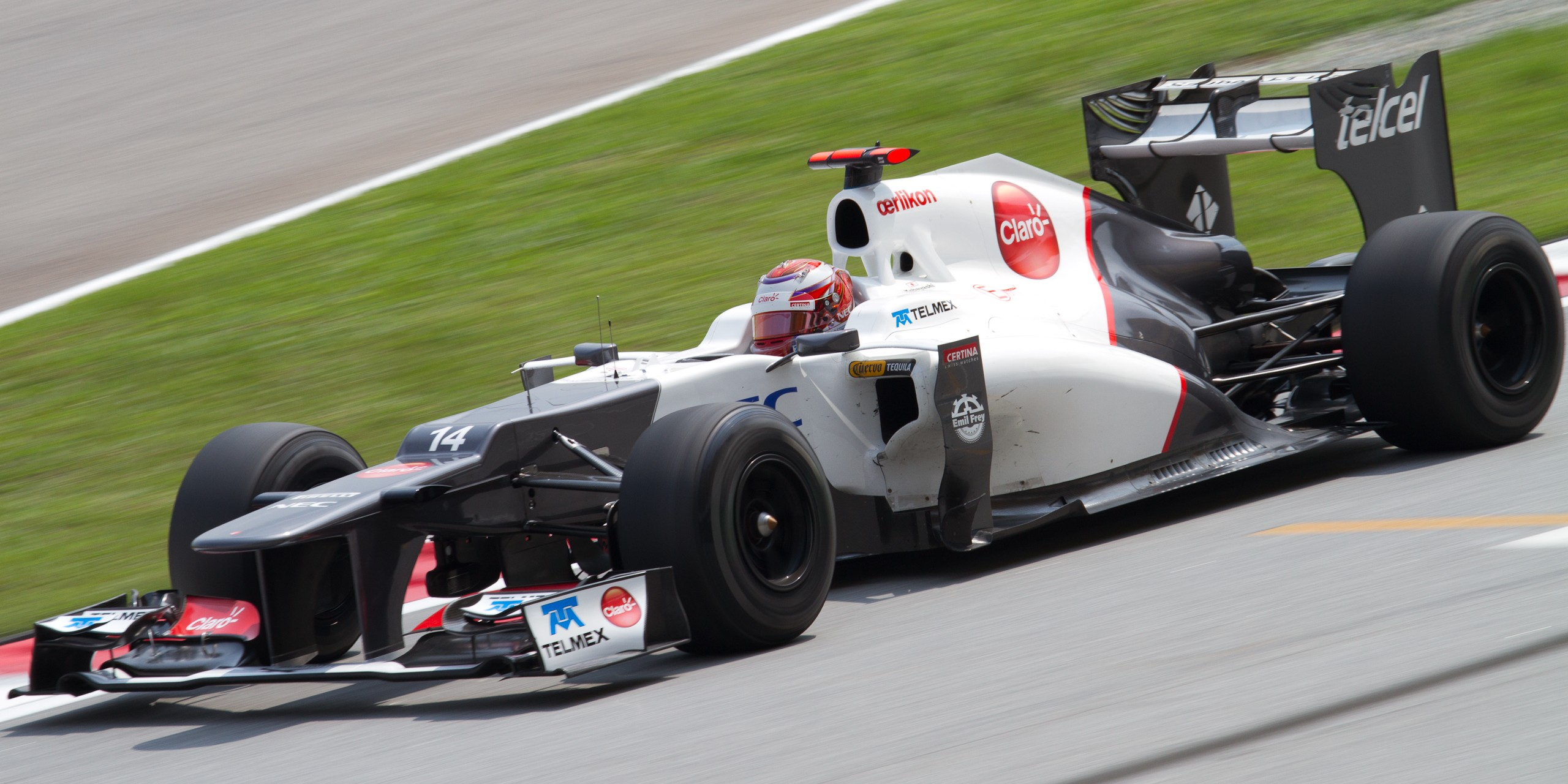
Kamui Kobayashi lors de la première séance d'essais libres.

La température est de 29 °C dans l'air, la piste est à 35 °C et le taux d'humidité est de 71 % au départ de la première séance d'essais libres du Grand Prix de Malaisie, deuxième manche de la saison. Dès l'ouverture de la piste, tous les pilotes s'élancent immédiatement pour effectuer un tour d'installation. Paul di Resta signe le premier tour chronométré en 2 min 04 s 524,,.
Timo Glock l'améliore en 1 min 44 s 935 mais cède immédiatement sa place à Jenson Button (1 min 39 s 323), Kimi Räikkönen (1 min 39 s 128), Michael Schumacher à deux reprises (1 min 39 s 083 puis 1 min 38 s 826) puis Lewis Hamilton (1 min 38 s 598). Sebastian Vettel tourne ensuite en 1 min 38 s 535) mais Hamilton récupère la première place en 1 min 38 s 021, meilleur temps de la session. Romain Grosjean, malgré un léger problème à l'arrière de sa monoplace en début de séance, réalise le cinquième temps,,.
Les Ferrari de Felipe Massa et de Fernando Alonso ne permettent pas à leurs pilotes de briller car elles souffrent d'instabilité au freinage et dans les virages rapides, ainsi que d'un manque de motricité. Chez Mercedes, comme lors du Grand Prix précédent, les pneumatiques surchauffent très rapidement. Narain Karthikeyan, comme la semaine précédente, abandonne sa monoplace en panne à la mi-séance. Jenson Button n'a pratiquement pas roulé en fin de séance, ses mécaniciens travaillant sur sa MP4-27. Tous les pilotes ont utilisé les pneus durs, sauf Heikki Kovalainen,,.
- Valtteri Bottas, pilote essayeur chez Williams F1 Team, a remplacé Bruno Senna lors de cette séance d'essais.

### Deuxième séance, le vendredi de 14 h à 15 h 30
| Pos. | Pilote             | Voiture            | Chrono         | Écart     |
| ---- | ------------------ | ------------------ | -------------- | --------- |
| 1    | Lewis Hamilton     | McLaren-Mercedes   | 1 min 38 s 172 |           |
| 2    | Michael Schumacher | Mercedes           | 1 min 38 s 533 | + 0 s 361 |
| 3    | Jenson Button      | McLaren-Mercedes   | 1 min 38 s 535 | + 0 s 363 |
| 4    | Nico Rosberg       | Mercedes           | 1 min 38 s 696 | + 0 s 524 |
| 5    | Daniel Ricciardo   | Toro Rosso-Ferrari | 1 min 38 s 853 | + 0 s 681 |
| 6    | Fernando Alonso    | Ferrari            | 1 min 38 s 891 | + 0 s 719 |

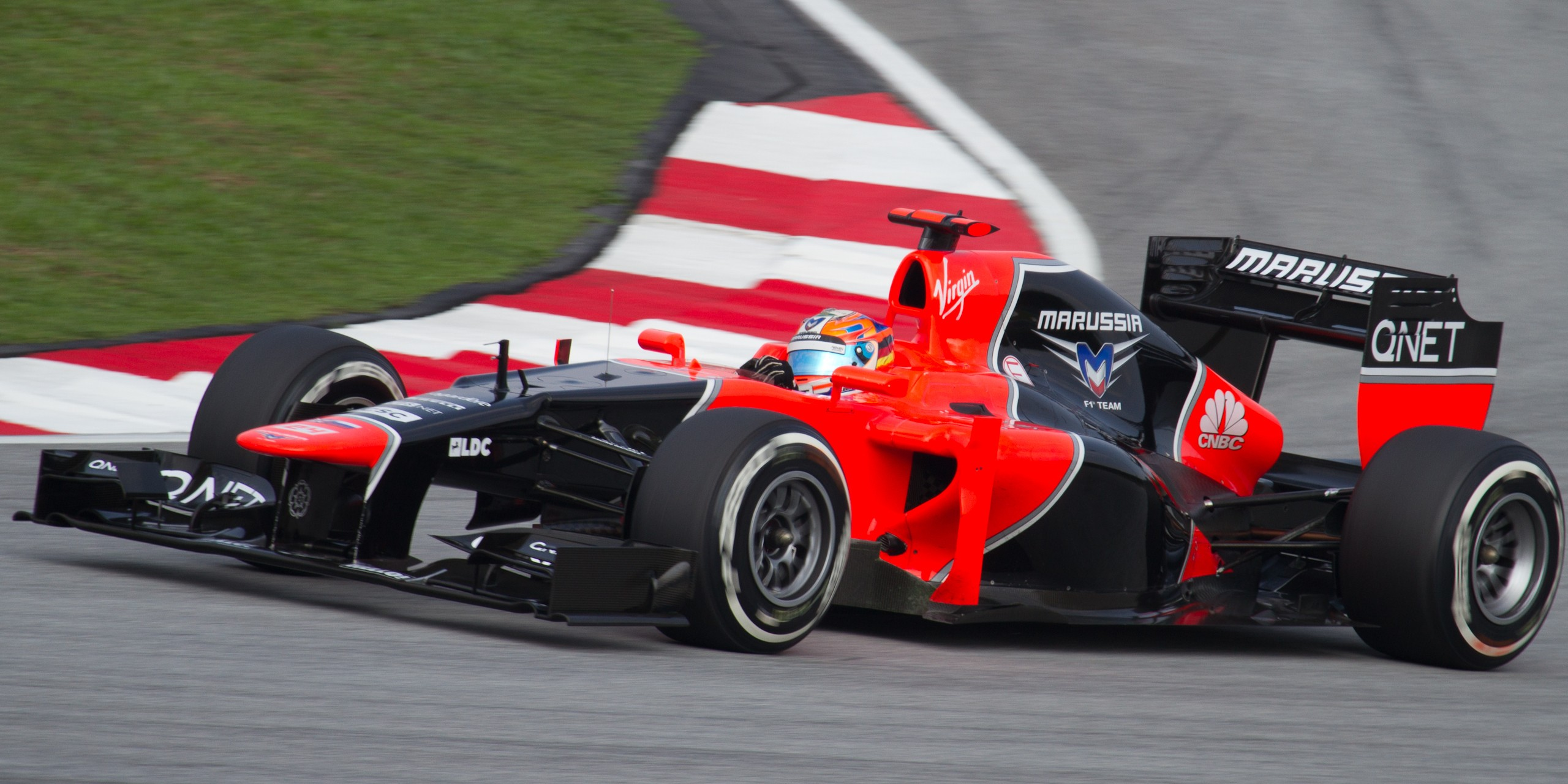
Timo Glock réalise le premier temps de référence.

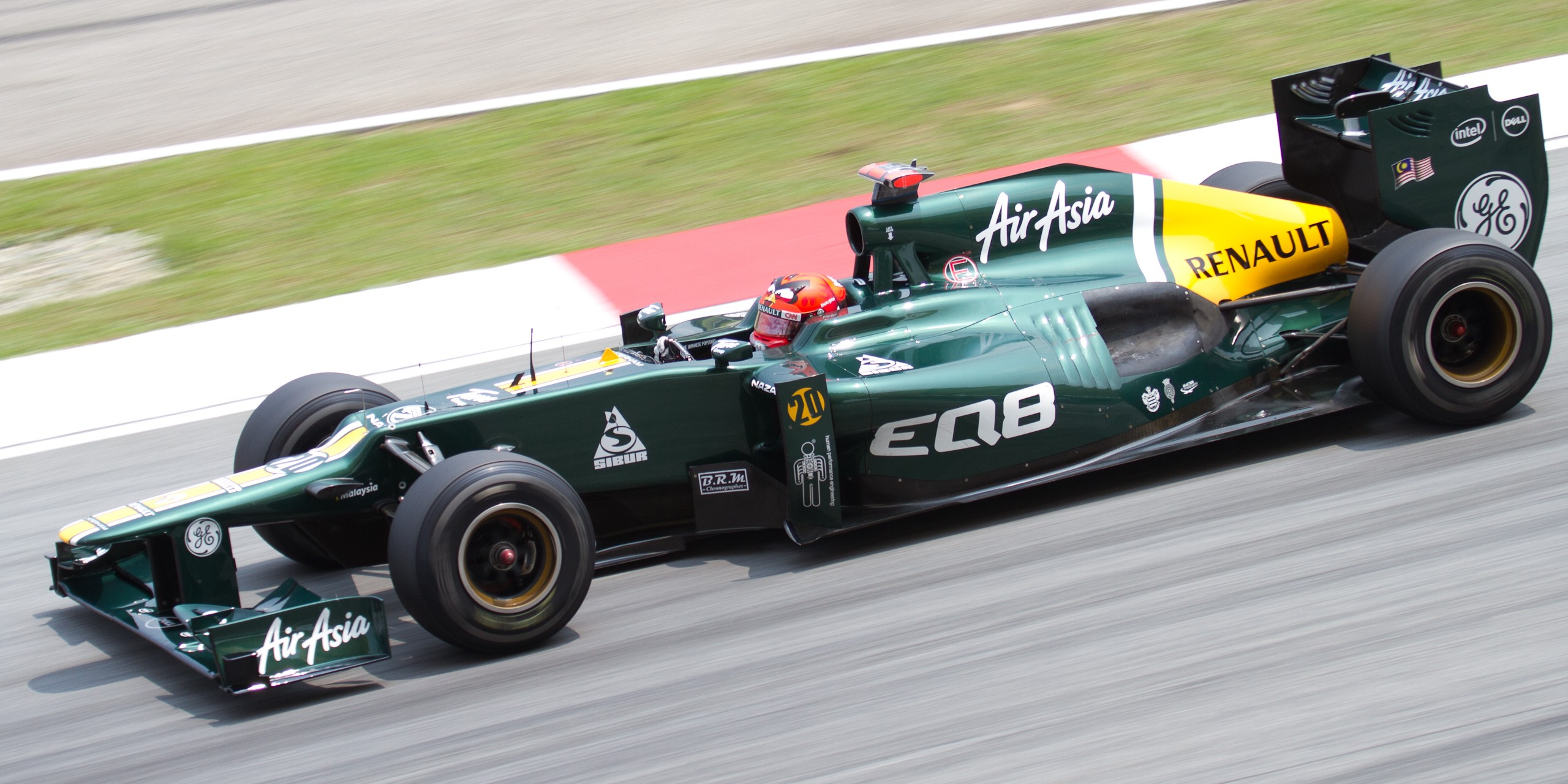
Heikki Kovalainen lors de la première séance d'essais libres.

La température ambiante est de 30 °C et la piste est à 46 °C au départ de la deuxième séance d'essais libres. À l'ouverture de la piste, les pilotes s'élancent immédiatement et, comme lors de la session précédente, Timo Glock réalise le premier temps de référence en 1 min 46 s 413. Ce temps est immédiatement battu par Romain Grosjean (1 min 43 s 374) et Mark Webber à deux reprises (1 min 41 s 144, 1 min 40 s 705),,. 
Les deux pilotes Toro Rosso prennent ensuite le commandement, Jean-Éric Vergne tournant en (1 min 40 s 529) et Daniel Ricciardo en 1 min 40 s 328). Michael Schumacher se porte alors en tête en 1 min 39 s 867) mais doit laisser la place à Lewis Hamilton (1 min 39 s 611 puis 1 min 38 s 921),,.
Alors qu'il reste un peu plus d'une heure, Ricciardo chausse des pneus tendres et prend la tête en 1 min 38 s 853. Toutefois Hamilton, en pneus durs, améliore à deux reprises (1 min 38 s 816 puis 1 min 38 s 617). Michael Schumacher reprend la tête avec des pneus tendres (1 min 38 s 533) à une demi-heure du terme mais son temps est à nouveau battu par Hamilton (1 min 38 s 513 et 1 min 38 s 172) désormais en pneus tendres,,.
Hamilton devance Schumacher, Jenson Button et Nico Rosberg, tous sur une monoplace motorisée par Mercedes,,.

### Troisième séance, le samedi de 13 h à 14 h
| Pos. | Pilote           | Voiture          | Chrono         | Écart     |
| ---- | ---------------- | ---------------- | -------------- | --------- |
| 1    | Nico Rosberg     | Mercedes         | 1 min 36 s 877 |           |
| 2    | Sebastian Vettel | Red Bull-Renault | 1 min 37 s 320 | + 0 s 443 |
| 3    | Mark Webber      | Red Bull-Renault | 1 min 37 s 338 | + 0 s 461 |
| 4    | Kimi Räikkönen   | Lotus-Renault    | 1 min 37 s 356 | + 0 s 479 |
| 5    | Romain Grosjean  | Lotus-Renault    | 1 min 37 s 382 | + 0 s 505 |
| 6    | Jenson Button    | McLaren-Mercedes | 1 min 37 s 404 | + 0 s 527 |

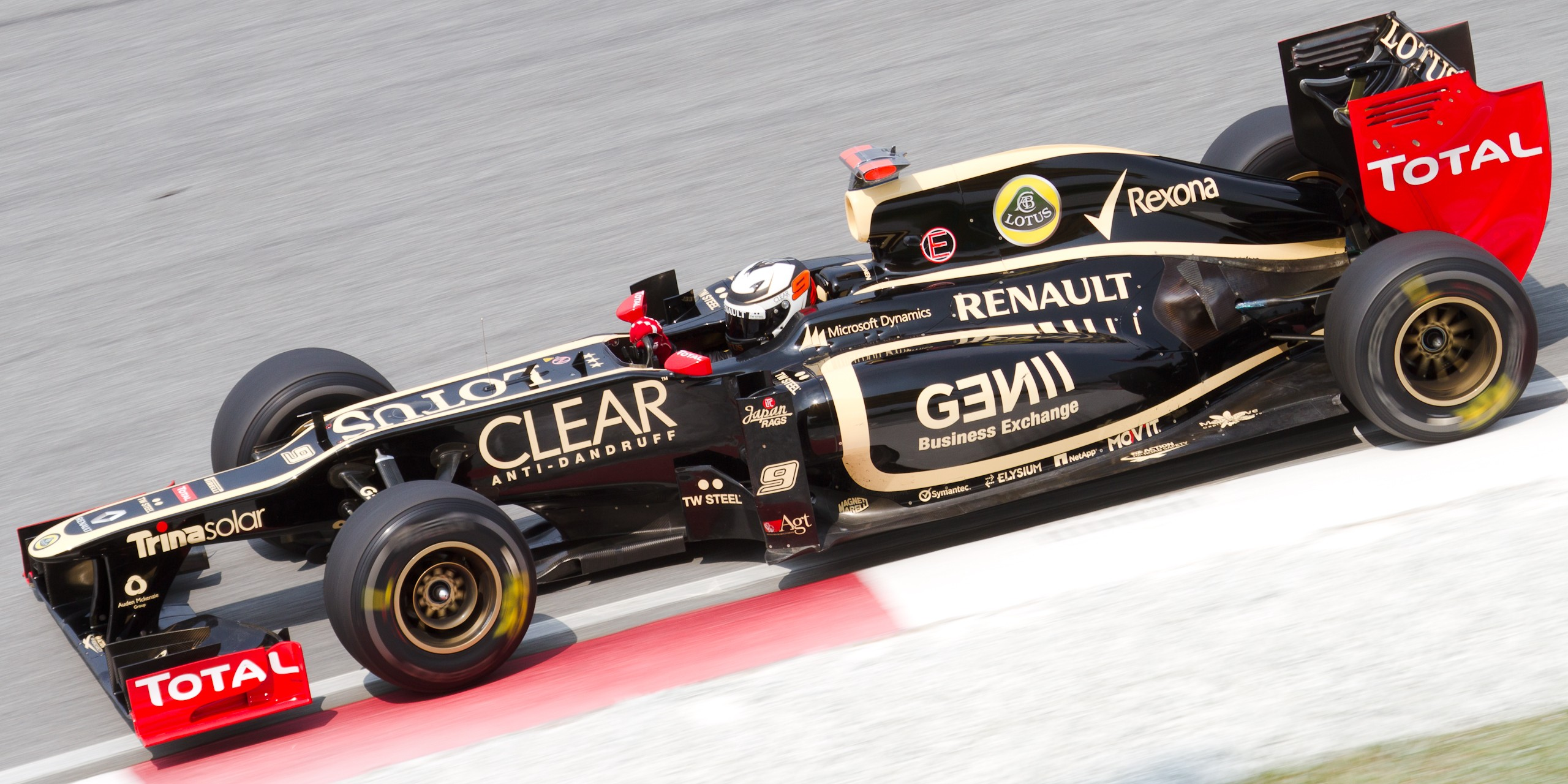
Kimi Räikkönen lors des essais libres de Malaisie.

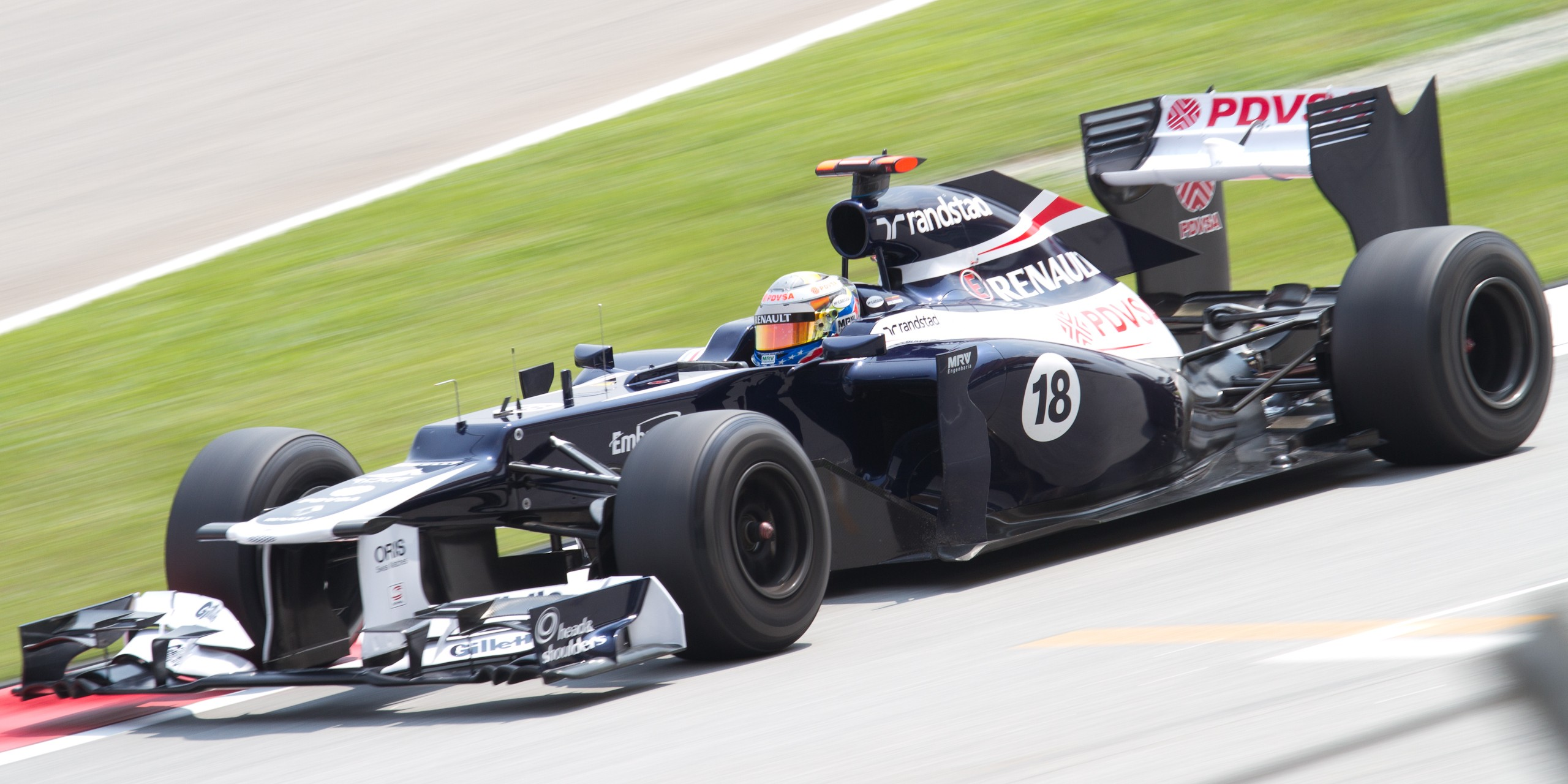
Pastor Maldonado lors des essais libres de Malaisie.

La température ambiante est de 27 °C et la piste est à 30 °C au départ de la dernière séance d'essais libres du Grand Prix de Malaisie. Comme la piste est humide, les pilotes effectuent leur tour d'installation en pneus intermédiaires mais les pneus slicks pour piste sèche vont rapidement les remplacer. Bruno Senna réalise le premier temps de référence en 1 min 43 s 721 et améliore à plusieurs reprises sa performance (1 min 42 s 276, 1 min 41 s 329 et 1 min 40 s 482), avant de céder sa place en tête à Romain Grosjean (1 min 40 s 239 puis 1 min 39 s 731,,. 
Alors qu'il reste encore une demi-heure, plusieurs pilotes se relaient en tête : Senna tourne en 1 min 39 s 622, Sebastian Vettel améliore en 1 min 38 s 888 et Mark Webber, son coéquipier chez Red Bull, prend la tête en deux temps (1 min 38 s 518 puis 1 min 38 s 145),,.
Pastor Maldonado tourne alors en 1 min 38 s 118) et, s'il cède un temps sa place à Vettel (1 min 38 s 024), la reprend en 1 min 37 s 455. Alors qu'il reste un quart d'heure avant la fin de la séance, certains pilotes choisissent de chausser leurs pneus tendres. C'est ainsi que Jenson Button prend la tête en 1 min 37 s 404,,. 
Mark Webber améliore en 1 min 37 s 338 mais son coéquipier Vettel fait encore mieux (1 min 37 s 320). Toutefois, en fin de séance, Nico Rosberg établit le meilleur temps de la session en 1 min 36 s 877,,.

## Séance de qualifications

### Résultats des qualifications

#### Session Q1

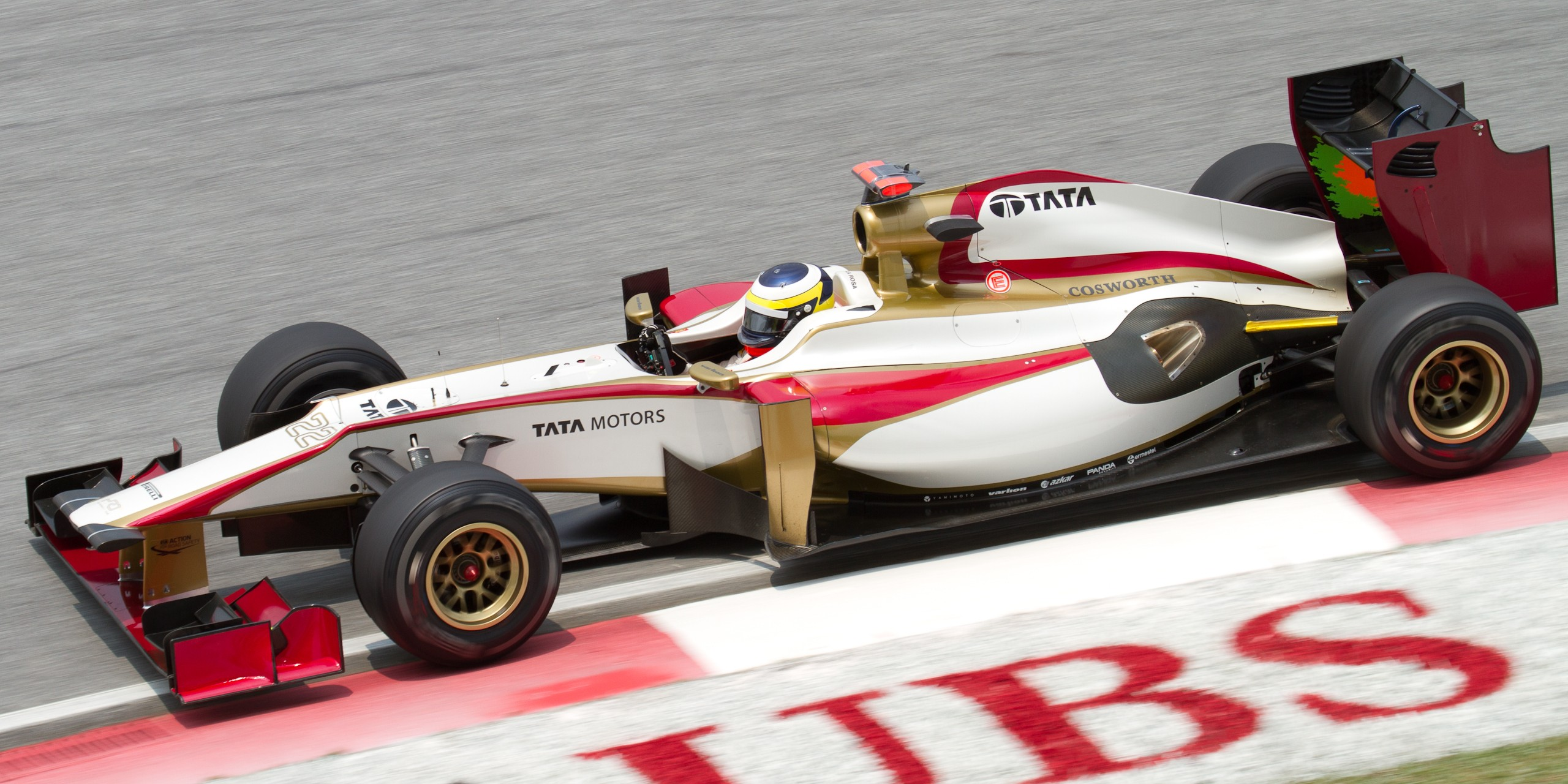
Pedro de la Rosa réussit à se qualifier pour le Grand Prix de Malaisie.

La température ambiante est de 32 °C et celle de la piste est de 46 °C au départ de la séance qualificative du Grand Prix de Malaisie. Paul di Resta et les deux pilotes Marussia Timo Glock et Charles Pic sont les premiers à s'élancer, rapidement suivis par les autres pilotes qui prennent la piste à tour de rôle. Paul di Resta réalise le premier tour chronométré en 1 min 38 s 927,,. 
Plusieurs pilotes se relaient ensuite en tête du classement : Pastor Maldonado (1 min 38 s 190), Kimi Räikkönen (1 min 37 s 961), les deux pilotes McLaren Lewis Hamilton (1 min 37 s 904) et Jenson Button (1 min 37 s 827), les deux pilotes Mercedes Nico Rosberg (1 min 37 s 696) et Michael Schumacher en deux temps (1 min 37 s 538, 1 min 37 s 517). Finalement, Mark Webber réalise la meilleure performance en 1 min 37 s 172),,.
À cinq minutes de la fin de la session, Felipe Massa est toujours dans la zone des pilotes éliminés : il doit chausser des pneus tendres pour réussir à accéder à la deuxième partie des qualifications. Les sept pilotes éliminés sont Pedro de la Rosa, Narain Karthikeyan, Charles Pic, Timo Glock, Heikki Kovalainen, Vitaly Petrov et Jean-Éric Vergne. Les deux pilotes HRT ont réussi à tourner dans un temps inférieur à 107 % du meilleur temps de Mark Webber et peuvent donc prendre part à la course,,.

#### Session Q2

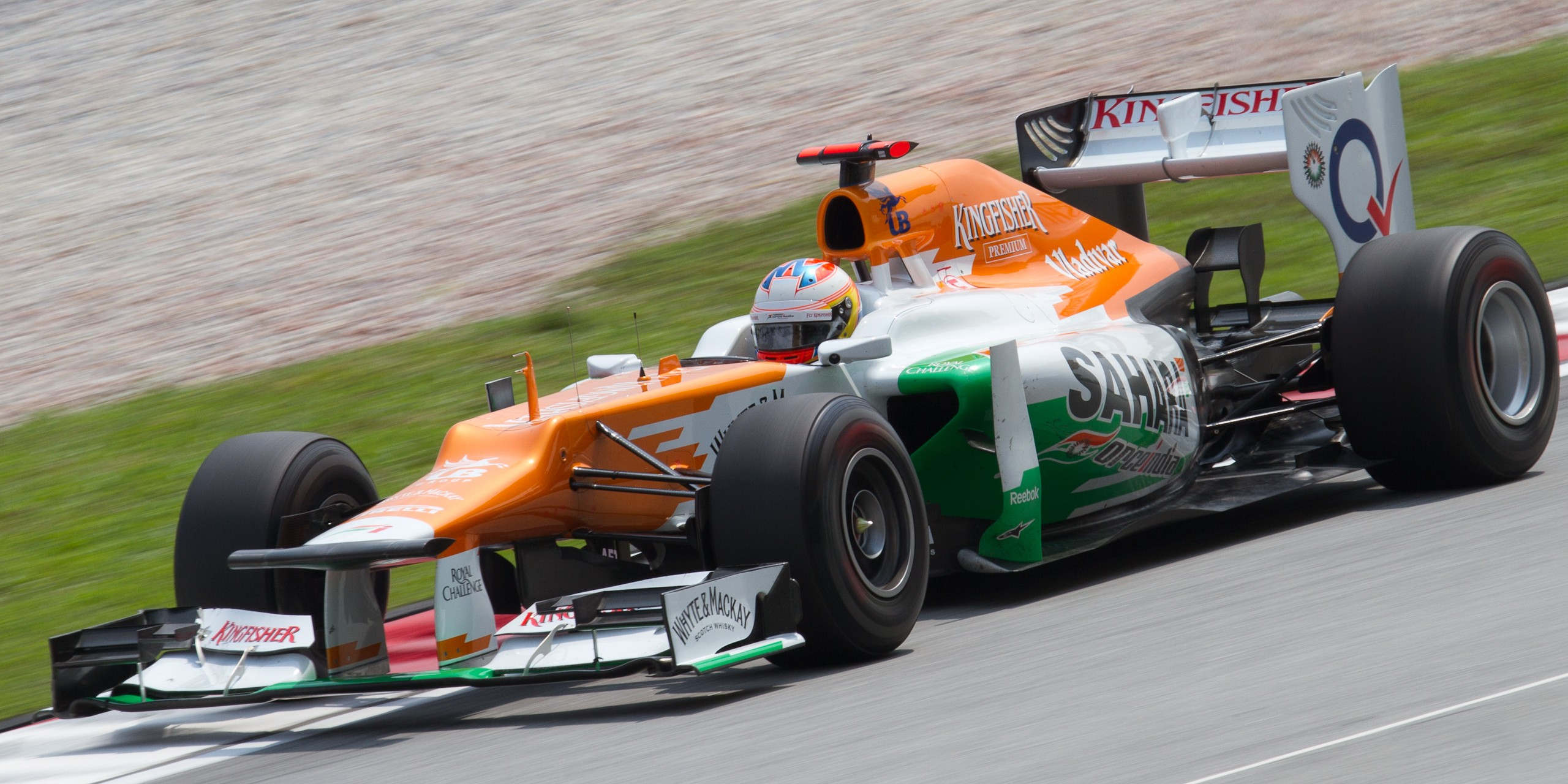
Paul di Resta est éliminé à l'issue de cette session.

Les pilotes s'élancent dès l'ouverture de la piste, tous chaussés de pneumatiques tendres pour éviter une élimination prématurée. Sergio Pérez établit le premier temps en 1 min 39 s 043. Son coéquipier Kamui Kobayashi le relaie en tête en 1 min 38 s 158 mais son temps est amélioré par Kimi Räikkönen en 1 min 36 s 715,,.
Pastor Maldonado fait une légère sortie de piste qui provoque la sortie des drapeaux jaunes et la neutralisation d'une portion du circuit, ce qui contrarie le tour rapide de Nico Rosberg, en passe de prendre la tête. Sept minutes avant le drapeau à damier, tous les pilotes se relancent sauf les cinq premiers du classement que sont Räikkönen, Jenson Button, Lewis Hamilton, Mark Webber et Sebastian Vettel. Le temps de Räikkönen n'est pas amélioré et les sept pilotes éliminés sont Bruno Senna, Paul di Resta, Nico Hülkenberg, Kamui Kobayashi, Daniel Ricciardo, Felipe Massa et Pastor Maldonado,,.

#### Session Q3

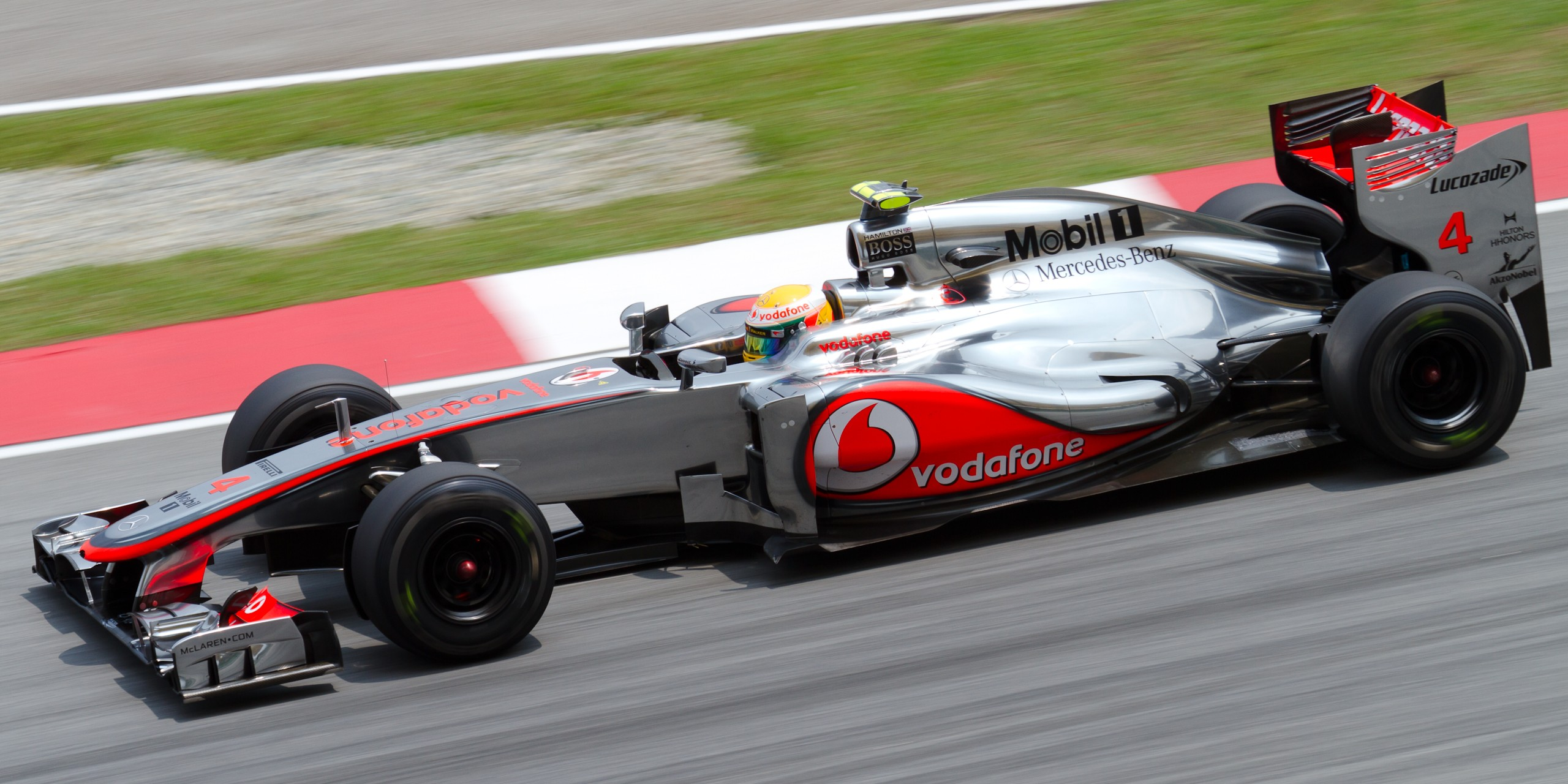
Lewis Hamilton réalise la pole position, sa deuxième de la saison.

Les pilotes s'élancent dès l'ouverture de la piste. Lewis Hamilton prend immédiatement la tête du classement en 1 min 36 s 219 et devance son coéquipier Jenson Button, ainsi que Kimi Räikkönen, Mark Webber, Romain Grosjean et Sebastian Vettel,,.
Alors que chaque pilote a encore la possibilité de reprendre une nouvelle fois la piste pour améliorer sa performance, Fernando Alonso et Sergio Pérez font le pari de conserver le même train de pneumatiques. Personne ne parvient à battre le temps d'Hamilton qui obtient la vingt-et-unième pole position de sa carrière. Button est deuxième devant Schumacher, Webber, Räikkönen et Vettel qui s'est qualifié en pneus durs,,.

### Grille de départ
| Pos.                                                                                      | Pilote                  | Écurie               | Qualifications 1 | Qualifications 2 | Qualifications 3 |
| ----------------------------------------------------------------------------------------- | ----------------------- | -------------------- | ---------------- | ---------------- | ---------------- |
| 1                                                                                         | Lewis Hamilton SREC     | McLaren-Mercedes     | 1 min 37 s 813   | 1 min 37 s 106   | 1 min 36 s 219   |
| 2                                                                                         | Jenson Button SREC      | McLaren-Mercedes     | 1 min 37 s 575   | 1 min 36 s 928   | 1 min 36 s 368   |
| 3                                                                                         | Michael Schumacher SREC | Mercedes             | 1 min 37 s 517   | 1 min 37 s 017   | 1 min 36 s 391   |
| 4                                                                                         | Mark Webber SREC        | Red Bull-Renault     | 1 min 37 s 172   | 1 min 37 s 375   | 1 min 36 s 461   |
| 5                                                                                         | Kimi Räikkönen SREC     | Lotus-Renault        | 1 min 37 s 961   | 1 min 36 s 715   | 1 min 36 s 461   |
| 6                                                                                         | Sebastian Vettel SREC   | Red Bull-Renault     | 1 min 38 s 102   | 1 min 37 s 419   | 1 min 36 s 634   |
| 7                                                                                         | Romain Grosjean SREC    | Lotus-Renault        | 1 min 38 s 058   | 1 min 37 s 338   | 1 min 36 s 658   |
| 8                                                                                         | Nico Rosberg SREC       | Mercedes             | 1 min 37 s 696   | 1 min 36 s 996   | 1 min 36 s 664   |
| 9                                                                                         | Fernando Alonso SREC    | Ferrari              | 1 min 38 s 151   | 1 min 37 s 379   | 1 min 37 s 566   |
| 10                                                                                        | Sergio Pérez SREC       | Sauber-Ferrari       | 1 min 37 s 933   | 1 min 37 s 477   | 1 min 37 s 698   |
| 11                                                                                        | Pastor Maldonado SREC   | Williams-Renault     | 1 min 37 s 789   | 1 min 37 s 589   |                  |
| 12                                                                                        | Felipe Massa SREC       | Ferrari              | 1 min 38 s 381   | 1 min 37 s 731   |                  |
| 13                                                                                        | Bruno Senna SREC        | Williams-Renault     | 1 min 38 s 437   | 1 min 37 s 841   |                  |
| 14                                                                                        | Paul di Resta SREC      | Force India-Mercedes | 1 min 38 s 325   | 1 min 37 s 877   |                  |
| 15                                                                                        | Daniel Ricciardo SREC   | Toro Rosso-Ferrari   | 1 min 38 s 419   | 1 min 37 s 883   |                  |
| 16                                                                                        | Nico Hülkenberg SREC    | Force India-Mercedes | 1 min 38 s 303   | 1 min 37 s 890   |                  |
| 17                                                                                        | Kamui Kobayashi SREC    | Sauber-Ferrari       | 1 min 38 s 372   | 1 min 38 s 069   |                  |
| 18                                                                                        | Jean-Éric Vergne SREC   | Toro Rosso-Ferrari   | 1 min 39 s 077   |                  |                  |
| 19                                                                                        | Heikki Kovalainen SREC  | Caterham-Renault     | 1 min 39 s 306   |                  |                  |
| 20                                                                                        | Vitaly Petrov SREC      | Caterham-Renault     | 1 min 39 s 567   |                  |                  |
| 21                                                                                        | Timo Glock              | Marussia-Cosworth    | 1 min 40 s 903   |                  |                  |
| 22                                                                                        | Charles Pic             | Marussia-Cosworth    | 1 min 41 s 250   |                  |                  |
| 23                                                                                        | Pedro de la Rosa        | HRT-Cosworth         | 1 min 42 s 914   |                  |                  |
| 24                                                                                        | Narain Karthikeyan      | HRT-Cosworth         | 1 min 43 s 655   |                  |                  |
| Temps minimal à réaliser pour la qualification : 1 min 43 s 974 (107 % de 1 min 37 s 172) |                         |                      |                  |                  |                  |

- Kimi Räikkönen, auteur du cinquième temps des qualifications, est rétrogradé de cinq places sur la grille de départ à la suite d'un changement de boîte de vitesses après la deuxième séance d'essais libres. Il s'élance de la dixième position sur la grille de départ.
- Heikki Kovalainen, auteur du dix-neuvième temps des qualifications, est rétrogradé de cinq places sur la grille pour avoir dépassé deux voitures avant la ligne lors de la rentrée de la voiture de sécurité à l'occasion du Grand Prix précédent. Il part de la dernière place de la grille de départ.

## Course

### Déroulement de l'épreuve

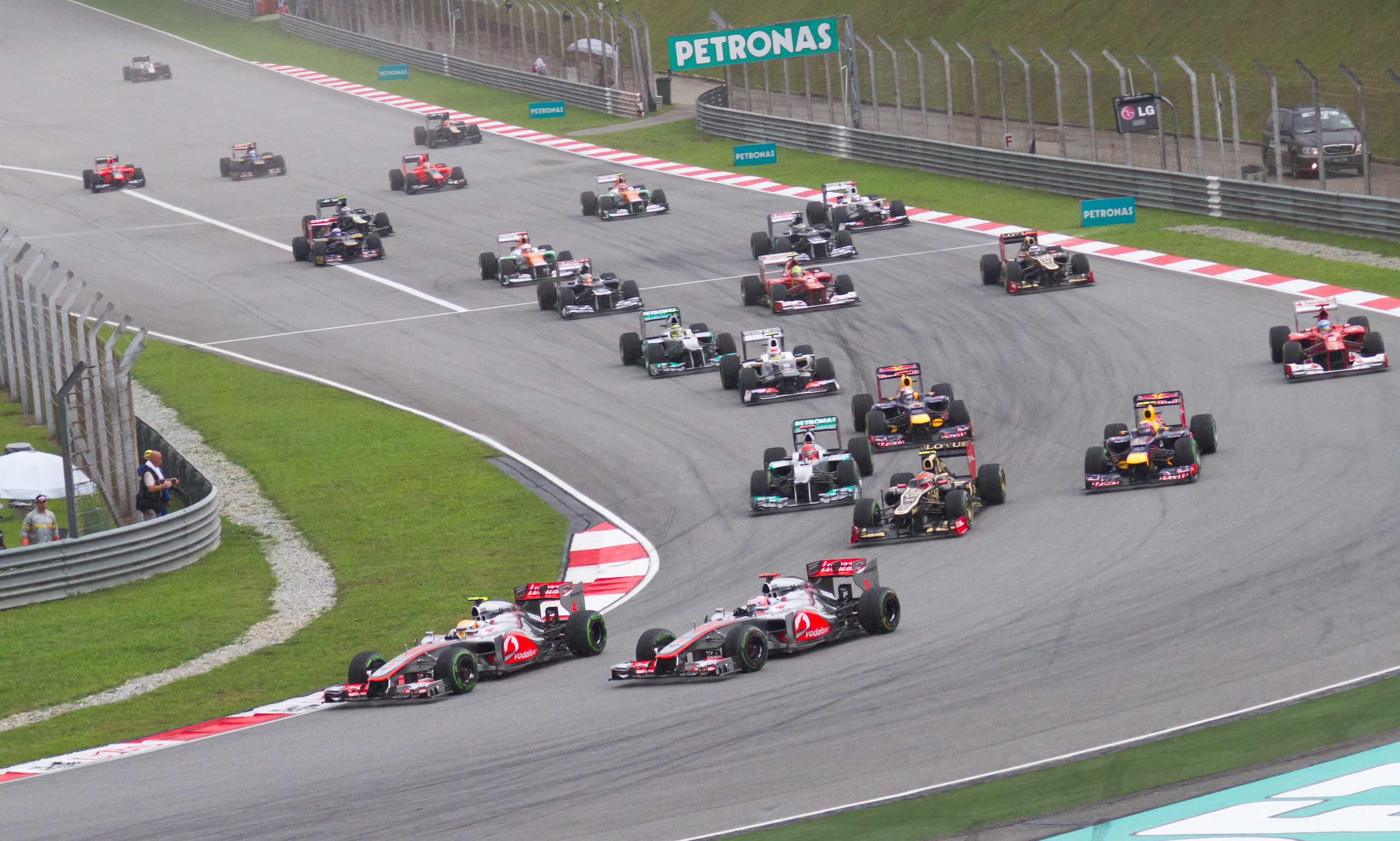
Le départ du Grand Prix.

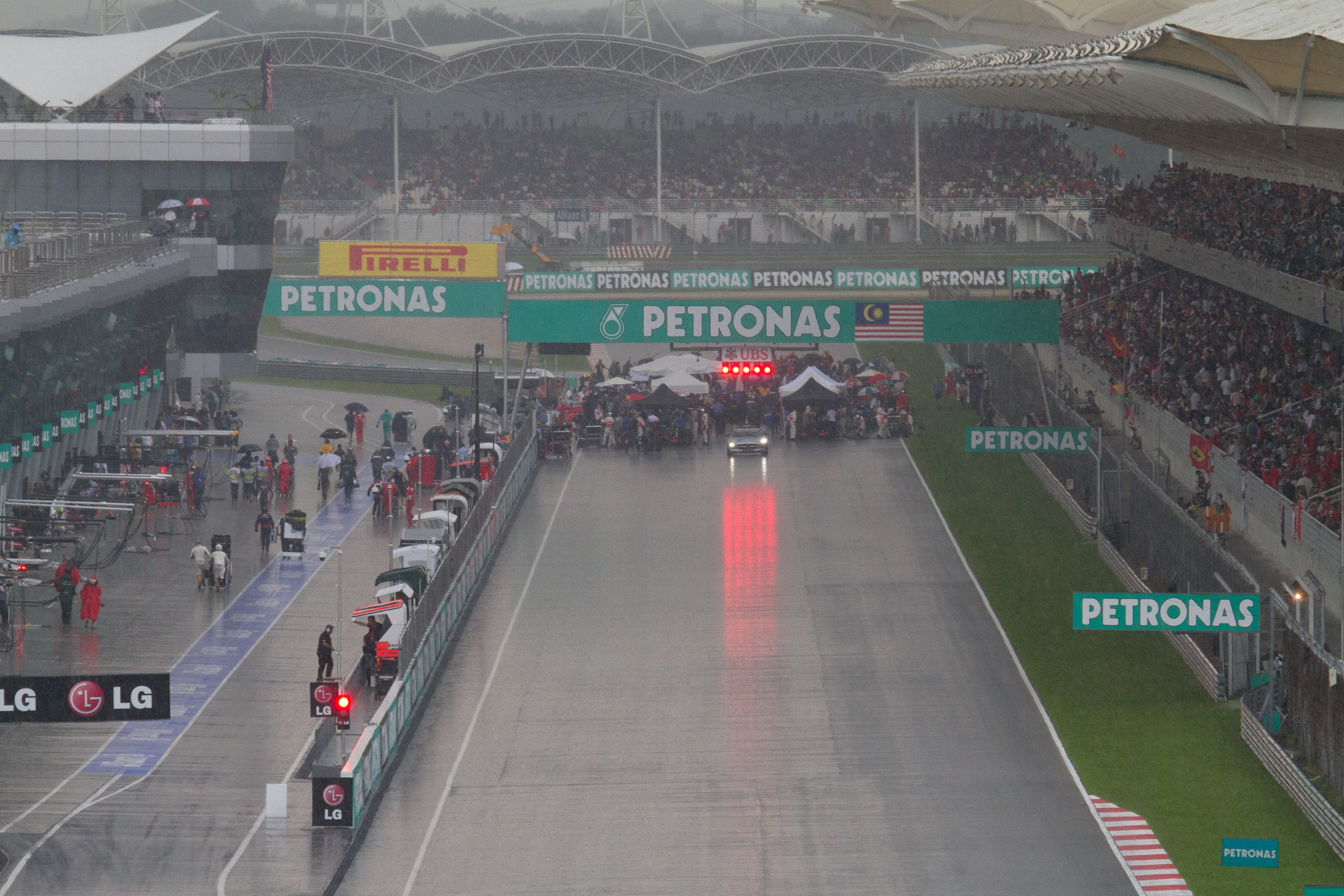
La grille de départ après l'arrêt de la course.

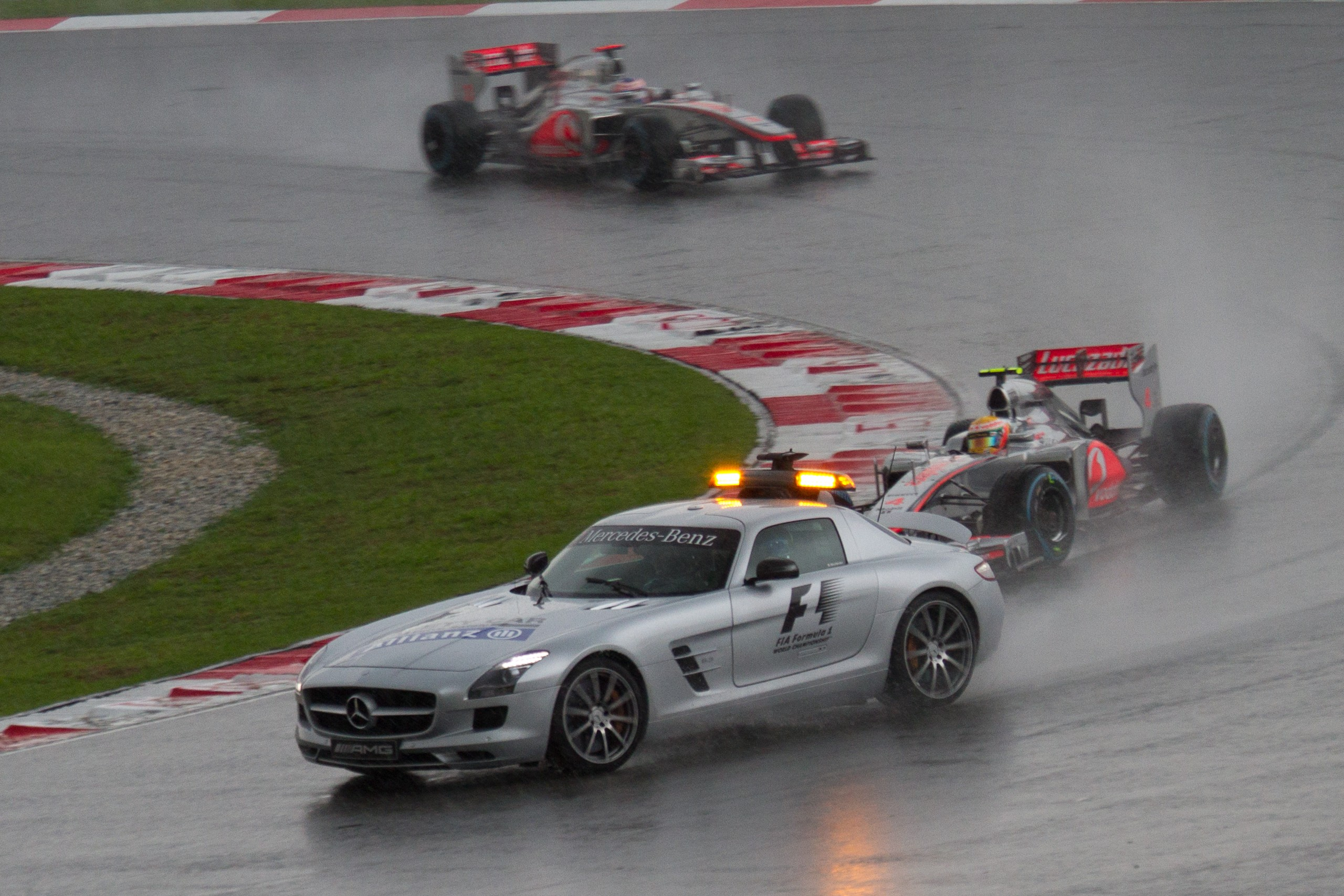
Lewis Hamilton et Jenson Button derrière la voiture de sécurité.

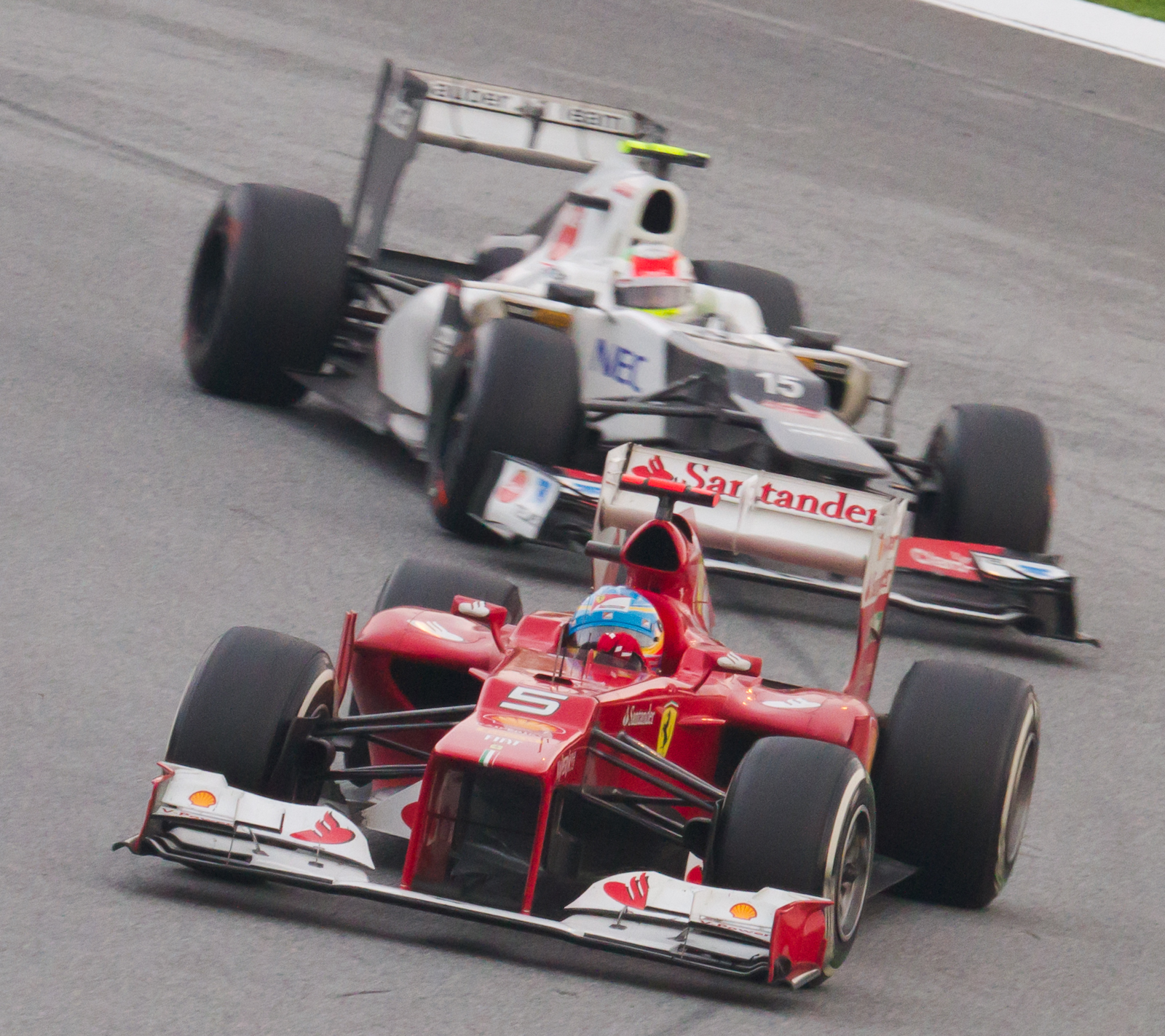
La lutte en tête entre Alonso et Pérez.

Les vingt-trois pilotes sur la grille de départ, Pedro de la Rosa ayant calé sur la grille du tour de formation, prennent le départ du Grand Prix de Malaisie sous une pluie légère et en pneus intermédiaires. À l'extinction des feux, Lewis Hamilton s'engouffre en tête dans le premier virage devant son coéquipier Jenson Button, Mark Webber, Romain Grosjean, Michael Schumacher, Sebastian Vettel, Fernando Alonso, et Nico Rosberg. Quelques instants plus tard, Michael Schumacher et Romain Grosjean partent à la faute après un accrochage et sombrent en fond de classement,,. 
Au premier passage sur la ligne, Hamilton précède Button, Webber, Vettel, Alonso, Rosberg, Pastor Maldonado, Kimi Räikkönen, Kamui Kobayashi, Felipe Massa, Sergio Pérez, Paul di Resta, Nico Hülkenberg et Jean-Éric Vergne. Certains pilotes rentrent au stand pour changer leurs pneus intermédiaires contre des pneus pluie car la pluie s'intensifie. Pérez rentre ainsi dès la fin du premier tour, Massa, Timo Glock et Charles Pic au troisième, Button, Alonso, Hülkenberg, Daniel Ricciardo, Vitaly Petrov, Heikki Kovalainen s'arrêtent dans le quatrième tour, Hamilton, Webber, Vettel, Rosberg, Maldonado, Räikkönen, Kobayashi et Schumacher au cinquième tour. Entre-temps, Romain Grosjean sort de la piste et abandonne, sa monoplace restant coincée dans un bac à graviers,,.
La direction envisage d'arrêter alors la course sur drapeau rouge à l'entame du sixième tour mais choisit finalement de neutraliser la course avec la voiture de sécurité. Derrière celle-ci, Hamilton devance Button, Pérez, Webber, Alonso, Vettel, Vergne, Massa, Rosberg, Karthikeyan, Hülkenberg, di Resta, Räikkönen, Maldonado, Schumacher, Kobayashi, de la Rosa, Ricciardo, Petrov, Glock, Kovalainen, Pic et Senna. Alors que le peloton achève son huitième tour, la direction de course décide d'interrompre la course par un drapeau rouge. La course est relancée après une interruption d'un peu moins d'une heure,. 
La voiture de sécurité s'efface à l'entame du treizième tour. Alors que les conditions de piste sont désormais adaptées aux pneus intermédiaires, tous les pilotes sont en pneus pluie à cause d'une décision de la direction de course. Tandis que Lewis Hamilton se relance en tête, Button, Rosberg, Räikkönen, Kobayashi, de la Rosa, Petrov, Glock et Senna plongent dans les stands pour chausser des pneus intermédiaires. Hamilton, Alonso, Webber, Massa, di Resta, Maldonado, Schumacher, Ricciardo et Kovalainen s'arrêtent au tour suivant et Sergio Pérez effectue le premier tour en tête de sa carrière en Formule 1. Quelques secondes plus tard, Jenson Button accroche Narain Karthikeyan et doit rentrer au stand changer son aileron avant : il repart en fond de classement. Pérez, Vettel, Vergne, Hülkenberg, Pic, Karthikeyan et Maldonado s'arrêtent dans le quinzième tour et Fernando Alonso prend la tête de la course. Au seizième passage, il devance Pérez, Hamilton, Rosberg, Vettel, Räikkönen, Webber, Massa, di Resta, Vergne, Hülkenberg, Kobayashi, Schumacher, Senna, Ricciardo, Kovalainen et Petrov,,.
Sergio Pérez revient peu à peu sur Alonso alors que le reste du peloton est distancé par les deux hommes de tête : au vingt-deuxième passage, Hamilton est déjà à 12 secondes d'Alonso et à 7 secondes de Pérez. Alors qu'une nouvelle averse est annoncée, Rosberg rentre changer ses pneus au vingt-sixième tour tandis que Massa part à la faute et est dépassé par di Resta et Vergne. Massa rentre au tour suivant chausser des pneus intermédiaires. Quatre tours plus tard, Pérez ravit le meilleur tour en course à Alonso et revient à moins de six secondes du pilote espagnol. Au trente-quatrième tour, il est à moins de cinq secondes. Alonso entame le trente-neuvième tour avec Pérez dans son sillage à 1 s 3 alors que Ricciardo tente le pari de chausser des pneus pour le sec, l'averse annoncée tardant à se manifester. Il est imité par Massa, Webber, di Resta, Senna, Schumacher, Maldonado, Rosberg, Button, Petrov, Glock et Pic qui rentrent au trente-neuvième tour. Alonso, Vettel, Räikkönen, Vergne, Hülkenberg et Kobayashi rentrent au tour suivant. Pérez et Hamilton font de même au quarante-et-unième tour : le Mexicain perd plusieurs secondes sur Alonso qui a tourné beaucoup plus vite que lui grâce à ses pneus slicks chaussés plus tôt,,.
Au quarante-deuxième passage, Alonso devance Pérez de 7 secondes, Hamilton de 19 s et Vettel de 23 s. Suivent Webber, Räikkönen, di Resta, Senna, Vergne et Hülkenberg. Pérez reprend immédiatement 1 s 5 à Alonso et, au quarante-sixième tour, est revenu à 2 secondes. Pendant ce temps, Vettel crève à l'arrière gauche après un contact avec Karthikeyan alors qu'il occupait la cinquième place. Au quarante-huitième tour, Pérez est à moins d'une seconde d'Alonso et peut utiliser son aileron arrière mobile pour tenter de le dépasser. Il part à la faute à la fin du quarante-neuvième tour et se retrouve à cinq secondes de la tête alors qu'il ne reste plus que cinq tours. Pastor Maldonado abandonne alors sur panne technique dans l'avant-dernier tour alors qu'il occupait la dixième place,,.
Fernando Alonso remporte la victoire devant Sergio Pérez, qui signe son premier podium en Formule 1, et Lewis Hamilton. Suivent pour l'attribution des points : Webber, Räikkönen, Senna, di Resta, Vergne, Hülkenberg et Schumacher,.

### Classement de la course
| Pos. | no | Pilote                  | Écurie               | Tours | Temps/Abandon                        | Grille | Points |
| ---- | -- | ----------------------- | -------------------- | ----- | ------------------------------------ | ------ | ------ |
| 1    | 5  | Fernando Alonso SREC    | Ferrari              | 56    | 2 h 44 min 51 s 812 (112,969 km/h)   | 8      | 25     |
| 2    | 15 | Sergio Pérez SREC       | Sauber-Ferrari       | 56    | + 2 s 263                            | 9      | 18     |
| 3    | 4  | Lewis Hamilton SREC     | McLaren-Mercedes     | 56    | + 14 s 591                           | 1      | 15     |
| 4    | 2  | Mark Webber SREC        | Red Bull-Renault     | 56    | + 17 s 658                           | 4      | 12     |
| 5    | 9  | Kimi Räikkönen SREC     | Lotus-Renault        | 56    | + 29 s 456                           | 10     | 10     |
| 6    | 19 | Bruno Senna SREC        | Williams-Renault     | 56    | + 37 s 667                           | 13     | 8      |
| 7    | 11 | Paul di Resta SREC      | Force India-Mercedes | 56    | + 44 s 412                           | 14     | 6      |
| 8    | 17 | Jean-Éric Vergne SREC   | Toro Rosso-Ferrari   | 56    | + 46 s 985                           | 18     | 4      |
| 9    | 12 | Nico Hülkenberg SREC    | Force India-Mercedes | 56    | + 47 s 892                           | 16     | 2      |
| 10   | 7  | Michael Schumacher SREC | Mercedes             | 56    | + 49 s 916                           | 3      | 1      |
| 11   | 1  | Sebastian Vettel SREC   | Red Bull-Renault     | 56    | + 1 min 15 s 527                     | 5      |        |
| 12   | 16 | Daniel Ricciardo SREC   | Toro Rosso-Ferrari   | 56    | + 1 min 16 s 828                     | 15     |        |
| 13   | 8  | Nico Rosberg SREC       | Mercedes             | 56    | + 1 min 18 s 593                     | 7      |        |
| 14   | 3  | Jenson Button SREC      | McLaren-Mercedes     | 56    | + 1 min 19 s 719                     | 2      |        |
| 15   | 6  | Felipe Massa SREC       | Ferrari              | 56    | + 1 min 37 s 319                     | 12     |        |
| 16   | 21 | Vitaly Petrov SREC      | Caterham-Renault     | 55    | + 1 tour                             | 19     |        |
| 17   | 24 | Timo Glock              | Marussia-Cosworth    | 55    | + 1 tour                             | 20     |        |
| 18   | 20 | Heikki Kovalainen SREC  | Caterham-Renault     | 55    | + 1 tour                             | 24     |        |
| 19   | 18 | Pastor Maldonado SREC   | Williams-Renault     | 54    | Moteur                               | 11     |        |
| 20   | 25 | Charles Pic             | Marussia-Cosworth    | 54    | + 2 tours                            | 21     |        |
| 21   | 22 | Pedro de la Rosa        | HRT-Cosworth         | 54    | + 2 tours                            | 22     |        |
| 22   | 23 | Narain Karthikeyan      | HRT-Cosworth         | 54    | + 2 tours et 20 secondes de pénalité | 23     |        |
| Abd. | 14 | Kamui Kobayashi SREC    | Sauber-Ferrari       | 46    | Freins                               | 17     |        |
| Abd. | 10 | Romain Grosjean SREC    | Lotus-Renault        | 3     | Tête-à-queue                         | 6      |        |

### Pole position et record du tour
Lewis Hamilton signe la vingt-et-unième pole position de sa carrière, sa première sur le tracé de Sepang et sa deuxième de la saison. Kimi Räikkönen réalise le trente-sixième meilleur tour en course de sa carrière, son deuxième sur ce circuit et son premier de la saison.
- Pole position :  Lewis Hamilton (McLaren-Mercedes) en 1 min 36 s 219 (207,389 km/h)[25].
- Meilleur tour en course :  Kimi Räikkönen (Lotus-Renault) en 1 min 40 s 722 (198,118 km/h) au cinquante-troisième tour[26].

### Tours en tête
Parti en pole position, Lewis Hamilton conserve sa première place jusqu'à la première vague d'arrêts aux stands. Sergio Pérez en profite pour mener une course de Formule 1 pour la première fois de sa carrière mais cède sa place à Fernando Alonso lors de son propre arrêt. L'Espagnol parvient à contenir le Mexicain dans les derniers tours et protège sa place de leader jusqu'au drapeau à damier.
- Lewis Hamilton : 13 tours (1-13)
- Sergio Pérez : 4 tours (14-15 / 40-41)
- Fernando Alonso : 39 tours (16-39 / 42-56)

## Classements généraux à l'issue de la course
| Pos. | Pilote             | Écurie               | Points |
| ---- | ------------------ | -------------------- | ------ |
| 1    | Fernando Alonso    | Ferrari              | 35     |
| 2    | Lewis Hamilton     | McLaren-Mercedes     | 30     |
| 3    | Jenson Button      | McLaren-Mercedes     | 25     |
| 4    | Mark Webber        | Red Bull-Renault     | 24     |
| 5    | Sergio Pérez       | Sauber-Ferrari       | 22     |
| 6    | Sebastian Vettel   | Red Bull-Renault     | 18     |
| 7    | Kimi Räikkönen     | Lotus-Renault        | 16     |
| 8    | Kamui Kobayashi    | Sauber-Ferrari       | 8      |
| 9    | Bruno Senna        | Williams-Renault     | 8      |
| 10   | Paul di Resta      | Force India-Mercedes | 7      |
| 11   | Jean-Éric Vergne   | Toro Rosso-Ferrari   | 4      |
| 12   | Daniel Ricciardo   | Toro Rosso-Ferrari   | 2      |
| 13   | Nico Hülkenberg    | Force India-Mercedes | 2      |
| 14   | Michael Schumacher | Mercedes             | 1      |

| Pos. | Écurie                  | Points |
| ---- | ----------------------- | ------ |
| 1    | McLaren-Mercedes        | 55     |
| 2    | Red Bull Racing-Renault | 42     |
| 3    | Ferrari                 | 35     |
| 4    | Sauber-Ferrari          | 30     |
| 5    | Lotus-Renault           | 16     |
| 6    | Force India-Mercedes    | 9      |
| 7    | Williams-Renault        | 8      |
| 8    | Toro Rosso-Ferrari      | 6      |
| 9    | Mercedes                | 1      |

## Statistiques
Le Grand Prix de Malaisie 2012 représente :
- la 21e pole position de sa carrière pour Lewis Hamilton[30] ;
- la 28e victoire de sa carrière pour Fernando Alonso[31] ;
- la 217e victoire pour Ferrari en tant que constructeur[32] ;
- la 218e victoire pour Ferrari en tant que motoriste[33] ;
- les 1ers points en Formule 1 pour Jean-Éric Vergne[34] ;
- le 1er podium pour Sergio Pérez[35] ;
- les 1ers tours en tête pour Sergio Pérez[36].

Au cours de ce Grand Prix :
- Fernando Alonso passe la barre des 1 100 points inscrits en championnat du monde (1 121 points)[37].
- Johnny Herbert (161 Grands Prix entre 1989 et 2000, 3 victoires et 7 podiums ; vainqueur des 24 Heures du Mans 1991) est nommé conseiller des commissaires de course.